# Sebastián Varas
Sebastián Esteban Varas Moreno (Viña del Mar, 1º agosto 1988) è un calciatore cileno, attaccante del Dep. Rengo.

## Carriera
Ha giocato nella prima divisione cilena.